# Trichaster flageriffera
Trichaster flageriffera är en ormstjärneart som beskrevs av Martens 1877. Trichaster flageriffera ingår i släktet Trichaster och familjen Euryalidae. Inga underarter finns listade i Catalogue of Life.